# Hulett C. Smith

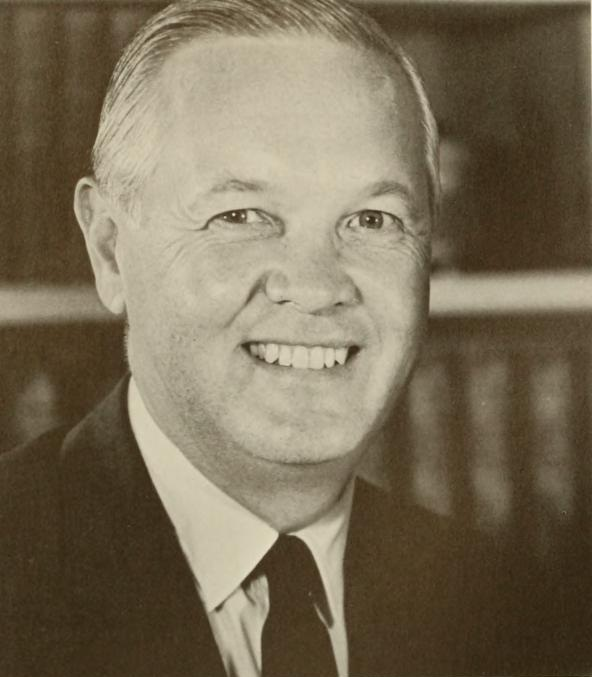
Hulett C. Smith

Hulett Carlson Smith (* 21. Oktober 1918 in Beckley, West Virginia; † 15. Januar 2012 in Scottsdale, Arizona) war ein US-amerikanischer Politiker. Er war von 1965 bis 1969 der 27. Gouverneur von West Virginia.

## Frühe Jahre und politischer Aufstieg
Hulett C. Smith war der Sohn von Joe L. Smith (1880–1962), seines Zeichens von 1929 bis 1945 Abgeordneter im Repräsentantenhaus der Vereinigten Staaten. Nach den üblichen Grundschulen besuchte Smith bis 1938 die University of Pennsylvania. Anschließend arbeitete er im Versicherungswesen und bei einem Radiosender, der im Besitz seiner Familie war. Während des Zweiten Weltkrieges diente Smith in der US-Marine. Nach dem Krieg war er Präsident zweier Versicherungsgesellschaften.
Im Jahr 1947 wurde Smith von Gouverneur Clarence W. Meadows in die Luftfahrtbehörde (State Aeronautics Agency) von West Virginia berufen. Dort blieb er zwölf Jahre lang. In dieser Zeit machte er auch in der Demokratischen Partei Karriere. Zwischen 1956 und 1961 war er Vorsitzender der Demokraten in West Virginia. Im Jahr 1960 bewarb er sich erfolglos um die Nominierung der Partei für das Amt des Gouverneurs. Er unterlag dem ebenfalls einflussreichen William Wallace Barron. Stattdessen war er von 1961 bis 1963 Handelsminister seines Staates. Im Jahr 1964 wurde er dann von seiner Partei für das Amt des Gouverneurs nominiert und anschließend von den Wählern in dieses Amt gewählt.

## Gouverneur von West Virginia
Smiths vierjährige Amtszeit begann am 18. Januar 1965. Er setzte sich für den Umweltschutz und die Bürgerrechte ein. In seiner Amtszeit wurde die Todesstrafe in West Virginia abgeschafft. Smith forderte eine bürgernahe Politik seiner Verwaltung. Damals wurde auch die Erstellung des Staatshaushalts zu den Aufgaben des Gouverneurs hinzugefügt. Smith war Mitglied mehrerer Gouverneursvereinigungen.
Nach dem Ende seiner Amtszeit war Smith wieder im Versicherungswesen tätig.  Außerdem verwaltete er die Finanzen von zwei lokalen Krankenhäusern. In seinem Ruhestand wurde er ein Verfechter des Umweltschutzes. Smith war auch Mitglied einer Kommission zur Überarbeitung der Verfassung von West Virginia.